# Scocca
La scocca è la parte resistente della forma di un autoveicolo costituita da un insieme di componenti di lamiera scatolata opportunamente lavorata.
Elementi che la compongono sono longheroni, traverse, passaruota, fianchetti, porte montanti. Riunisce telaio e carrozzeria in un unico elemento.

## Descrizione
Più nel dettaglio, una scocca oltre a costituire una funzione portante o protettiva, integrando in parte o in toto il telaio (costituito da longheroni, traverse, cellula di sicurezza degli occupanti) ha anche una funzione estetica come la carrozzeria esterna del veicolo, quindi i passaruota e dai fianchetti porta.
Questa doppia funzione permette un'ottimizzazione sull'uso dei materiali, oltre a ridurre il peso del mezzo si riesce a distribuire su una porzione maggiore di telai dei vari sforzi, permettendo un ulteriore abbassamento del peso in quanto si riducono le forze massimali e di conseguenza si può ridurre ulteriormente la quantità di materiale da utilizzare
Per questo la scocca non deve essere confusa con la carrozzeria che avvolge il telaio e rappresenta un rivestimento (che può essere di lamiera e/o plastica) ed è esclusivamente esterno e dalla funzione estetica e aerodinamica.
La scocca non deve neanche essere confusa con un telaio, in quanto quest'ultimo è un insieme di travi con lo scopo di supportare qualcosa, mentre la scocca oltre che da un telaio (scocca protettiva ed eventualmente anche telaio veicolo) è composta dagli altri elementi su elencati.
I pannelli della carrozzeria sono uniti alla scocca in corrispondenza del loro perimetro tramite saldatura, rivettatura, incollaggio ecc, la parte non perimetrale di un pannello di carrozzeria non tocca la scocca ma si trova ad una certa distanza da essa e quindi in caso di urto lieve si verifica solo una deformazione del pannello senza intaccare la scocca.
Con il termine "scocca lastrata" si indica invece l'insieme della scocca e dei pannelli di carrozzeria.

## Porzioni
La Lancia Lambda presentata al salone di Parigi e Londra nel 1922 e prodotta in nove serie dal 1923 fino al 1931, è stata la prima vettura al mondo a montare la scocca portante.
La scocca dell'automobile è formata da 3 parti:
1. il volume anteriore o frontale contiene il blocco motore-cambio e altri organi meccanici;
2. il volume centrale o abitacolo contiene il posto di guida e sedili per altri viaggiatori;
3. il volume posteriore o bagagliaio è lo spazio per mettere le valigie e la ruota di scorta.[1]

## Tipologie
La scocca può essere di due tipi:
- Scocca portante o autoportante; ha la funzione sia di sostenere le parti meccaniche (motore, cambio, trasmissione, etc.) che di proteggere gli occupanti del veicolo. Generalmente è data dalla giunzione irreversibile di più componenti tra cui i duomi delle sospensioni che hanno il compito di accogliere gli ammortizzatori del veicolo e quindi di supportare gran parte del suo peso. Spesso la scocca portante viene integrata da un telaietto anteriore, detto culla, che ha il compito di supportare organi particolarmente pesanti come il gruppo motore-cambio. 
  - La monoscocca è un particolare tipo di scocca portante, costituita da un unico elemento monolitico (un sol pezzo).
- Scocca non portante, con la presenza del tipico telaio le parti meccaniche sono separate dalla scocca, che in questo caso ha l'unica funzione di proteggere gli occupanti del veicolo e non di sostenere anche gli organi meccanici, compito demandato al telaio sottostante su cui essa è agganciata. Il vincolo tra telaio e scocca normalmente avviene mediante giunti elastici, in modo tale che il telaio possa flettere ed adattarsi alle sollecitazioni a cui viene sottoposto durante la guida del mezzo.

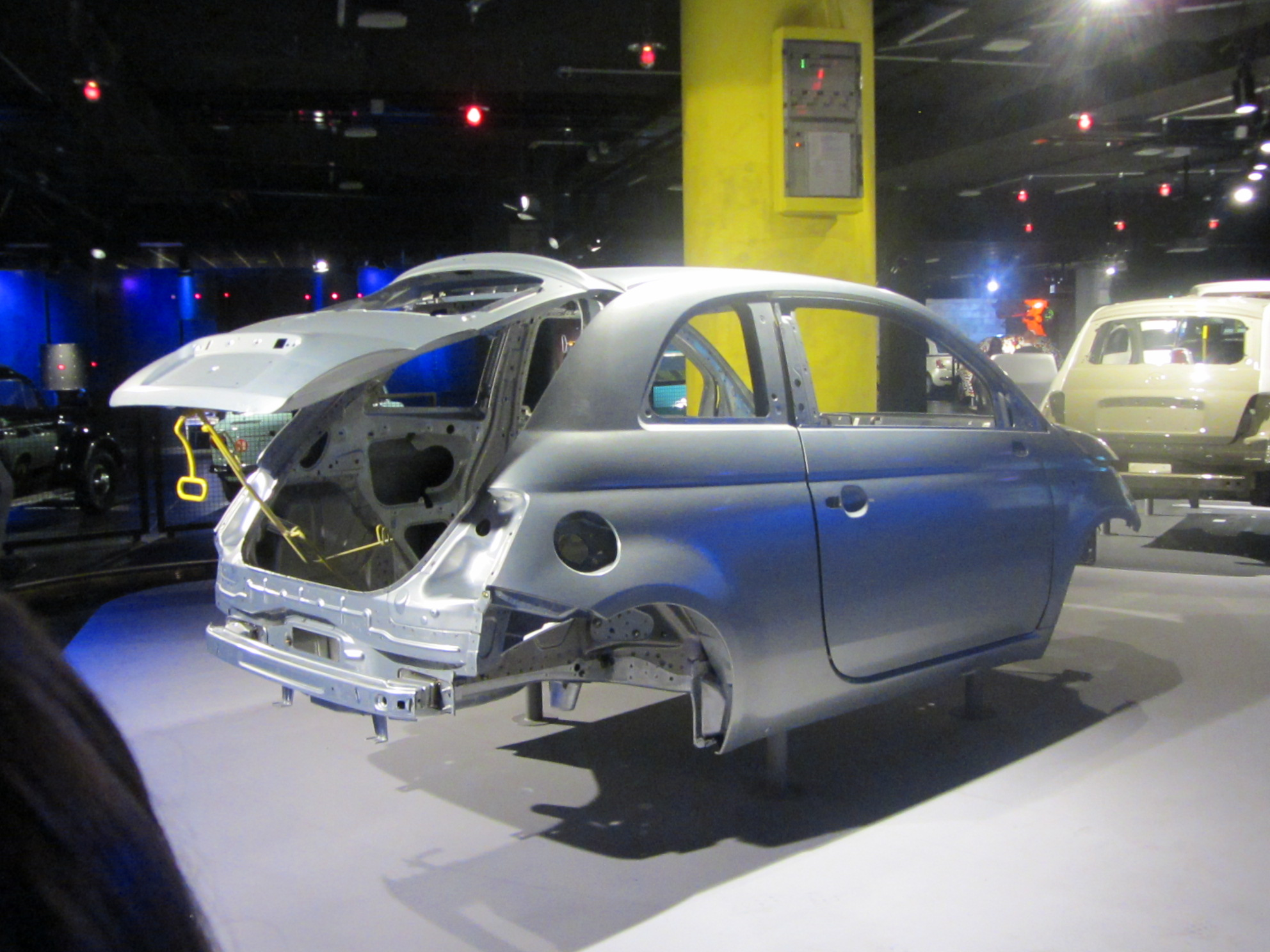
Scocca lastrata portante di una Fiat 500

## Monoscocca
I vantaggi della monoscocca sono:
- Maggiore rigidità strutturale

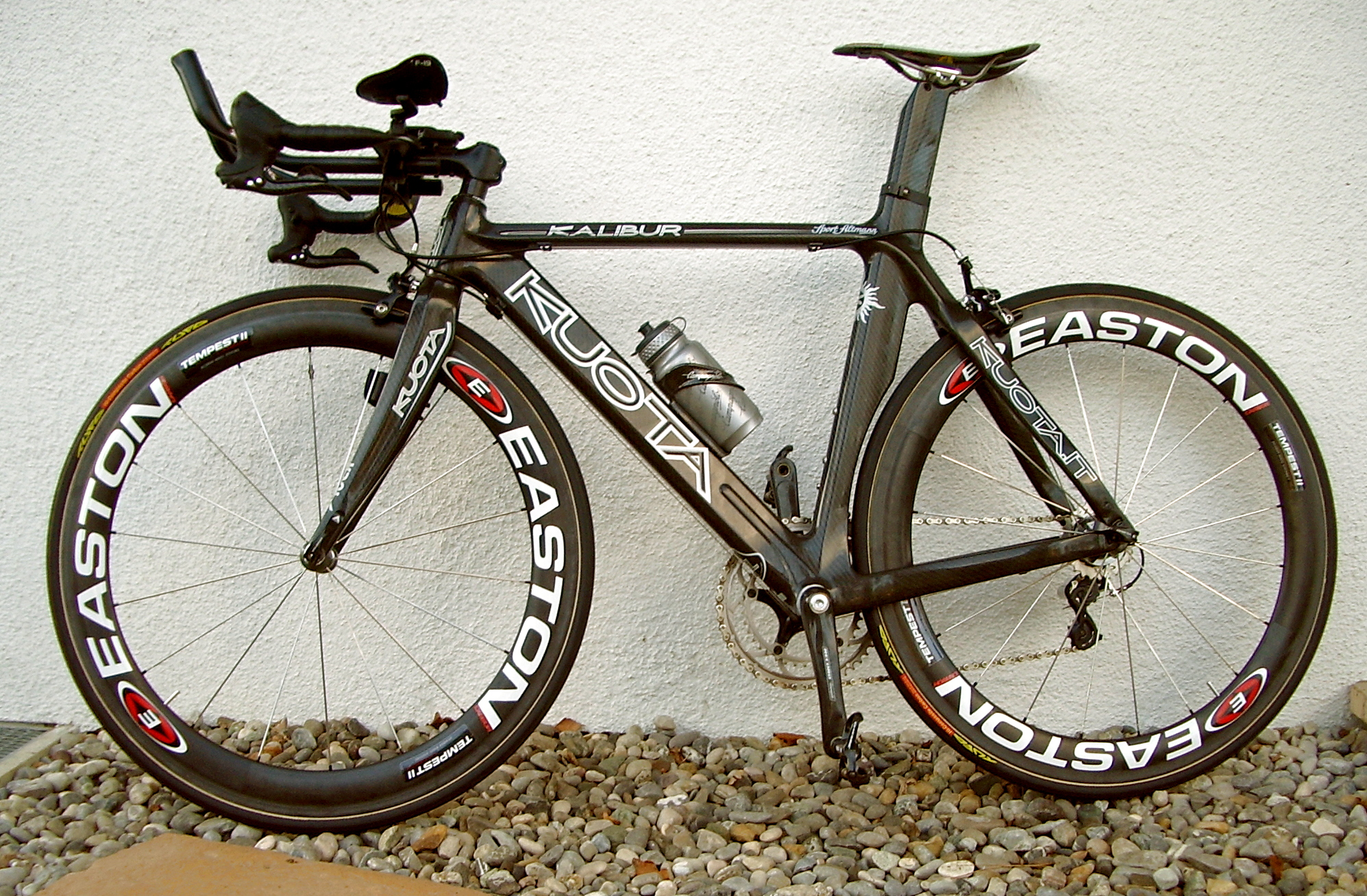
Telaio monoscocca in fibra di carbonio di una bicicletta

- Economicità, si ha un minor costo nella realizzazione del veicolo
- Minor peso, tale soluzione permette di risparmiare parte del peso vettura

Gli svantaggi della monoscocca sono:
- Riparazioni difficili, con la monoscocca non si possono cambiare i singoli pezzi che compongono un elemento, ma bisogna tagliare e saldare
- Minore versatilità, si ha una determinata scocca per un determinato veicolo